# Scream Awards 2009
La cerimonia ha avuto luogo sabato 17 ottobre 2009 al Greek Theater di Los Angeles.

## The Ultimate Scream
- Star Trek (Star Trek)
- Drag Me to Hell (Drag Me to Hell)
- Lasciami entrare (Let the Right One In)
- Transformers - La vendetta del caduto (Transformers: Revenge of the Fallen)
- Twilight (Twilight)
- Up (Up)

## Best Horror Movie
- Drag Me to Hell (Drag Me to Hell)
- Dead Snow (Dead Snow)
- Venerdì 13 (Friday the 13th)
- Lasciami entrare (Let the Right One In)
- San Valentino di sangue 3D (My Bloody Valentine 3D)
- Splinter (Splinter)

## Best Science Fiction Movie
- Star Trek (Star Trek)
- Segnali dal futuro (Knowing)
- Moon (Moon)
- Outlander - L'ultimo vichingo (Outlander)
- Terminator Salvation (Terminator Salvation)
- Transformers - La vendetta del caduto (Transformers: Revenge of the Fallen)

## Best Fantasy Film
- Twilight (Twilight)
- Coraline e la porta magica (Coraline)
- Harry Potter e il principe mezzosangue (Harry Potter and the Half-Blood Prince)
- Up (Up)
- Watchmen (Watchmen)
- X-Men le origini - Wolverine (X-Men Origins: Wolverine)

## Best TV Show
- True Blood (True Blood)
- Battlestar Galactica (Battlestar Galactica)
- Dexter (Dexter)
- Fringe (Fringe)
- Lost (Lost)
- Terminator: The Sarah Connor Chronicles (Terminator: The Sarah Connor Chronicles)

## Best Horror Actress
- Anna Paquin - True Blood (True Blood)
- Jennifer Carpenter - Quarantena (Quarantine)
- Jaime King - San Valentino di sangue 3D (My Bloody Valentine 3D)
- Lina Leandersson - Lasciami entrare (Let the Right One In)
- Alison Lohman - Drag Me to Hell (Drag Me to Hell)
- Monica Potter - L'ultima casa a sinistra (The Last House on the Left)

## Best Horror Actor
- Stephen Moyer, True Blood (True Blood)
- Bruce Campbell - My Name Is Bruce (My Name Is Bruce)
- Michael C. Hall - Dexter (Dexter)
- Kåre Hedebrant - Lasciami entrare (Let the Right One In)
- Justin Long - Drag Me to Hell (Drag Me to Hell)
- Ryan Kwanten, True Blood (True Blood)

## Best Fantasy Actress
- Kristen Stewart, Twilight (Twilight)
- Anna Friel - Pushing Daisies (Pushing Daisies)
- Scarlett Johansson - The Spirit (The Spirit)
- Jaime King - The Spirit (The Spirit)
- Rhona Mitra - Underworld - La ribellione dei Lycans (Underworld: Rise of the Lycans)
- Emma Watson - Harry Potter e il principe mezzosangue (Harry Potter and the Half-Blood Prince)

## Best Fantasy Actor
- Robert Pattinson - Twilight (Twilight)
- Ed Asner - Up (Up)
- Hugh Jackman - X-Men le origini - Wolverine (X-Men Origins: Wolverine)
- Brad Pitt - Il curioso caso di Benjamin Button (The Curious Case of Benjamin Button)
- Daniel Radcliffe - Harry Potter e il principe mezzosangue (Harry Potter and the Half-Blood Prince)
- Michael Sheen - Underworld - La ribellione dei Lycans (Underworld: Rise of the Lycans)

## Best Science Fiction Actress
- Megan Fox - Transformers - La vendetta del caduto (Transformers: Revenge of the Fallen)
- Moon Bloodgood - Terminator Salvation (Terminator Salvation)
- Eliza Dushku - Dollhouse (Dollhouse)
- Lena Headey - Terminator: The Sarah Connor Chronicles (Terminator: The Sarah Connor Chronicles)
- Katee Sackhoff - Battlestar Galactica (Battlestar Galactica)
- Zoe Saldana - Star Trek (Star Trek)

## Best Science Fiction Actor
- Zachary Quinto - Star Trek (Star Trek)
- Nicolas Cage - Segnali dal futuro (Knowing)
- Josh Holloway - Lost (Lost)
- Shia LaBeouf - Transformers - La vendetta del caduto (Transformers: Revenge of the Fallen)
- Chris Pine - Star Trek (Star Trek)
- Sam Rockwell - Moon (Moon)

## Best Supporting Actress
- Jennifer Carpenter - Dexter (Dexter)
- Ashley Greene - Twilight (Twilight)
- Carla Gugino - Watchmen (Watchmen)
- Evanna Lynch - Harry Potter e il principe mezzosangue (Harry Potter and the Half-Blood Prince)
- Shirley Manson -  Terminator: The Sarah Connor Chronicles (Terminator: The Sarah Connor Chronicles)
- Rutina Wesley - True Blood (True Blood)

## Best Supporting Actor
- Ryan Reynolds - X-Men le origini - Wolverine (X-Men Origins: Wolverine)
- Simon Pegg - Star Trek (Star Trek)
- Leonard Nimoy - Star Trek (Star Trek)
- Taylor Kitsch - X-Men le origini - Wolverine (X-Men Origins: Wolverine)
- Rupert Grint - Harry Potter e il principe mezzosangue (Harry Potter and the Half-Blood Prince)
- Nelsan Ellis - True Blood (True Blood)

## Breakout Performance-Female
- Isabel Lucas - Transformers - La vendetta del caduto (Transformers: Revenge of the Fallen)
- Anna Torv - Fringe (Fringe)
- Zoe Saldana - Star Trek (Star Trek)
- Lorna Raver - Drag Me to Hell (Drag Me to Hell)
- Lina Leandersson - Lasciami entrare (Let the Right One In)
- Malin Åkerman - Watchmen (Watchmen)

## Breakout Performance-Male
- Taylor Lautner - Twilight (Twilight)
- Taylor Kitsch - X-Men le origini - Wolverine (X-Men Origins: Wolverine)
- Robert Pattinson - Twilight (Twilight)
- Chris Pine - Star Trek (Star Trek)
- will.i.am - X-Men le origini - Wolverine (X-Men Origins: Wolverine)
- Sam Worthington - Terminator Salvation (Terminator Salvation)

## Best Cameo
- Helena Bonham Carter - Terminator Salvation (Terminator Salvation)
- Kate Beckinsale - Underworld - La ribellione dei Lycans (Underworld: Rise of the Lycans)
- Winona Ryder - Star Trek (Star Trek)
- Arnold Schwarzenegger - Terminator Salvation (Terminator Salvation)
- Patrick Stewart - X-Men le origini - Wolverine (X-Men Origins: Wolverine)
- Rainn Wilson - Transformers - La vendetta del caduto (Transformers: Revenge of the Fallen)

## Best Ensemble
- Harry Potter e il principe mezzosangue (Harry Potter and the Half-Blood Prince)
- Battlestar Galactica (Battlestar Galactica)
- Lost (Lost)
- Star Trek (Star Trek)
- True Blood (True Blood)
- Twilight (Twilight)
- Watchmen (Watchmen)

## Best Director
- J. J. Abrams - Star Trek (Star Trek)
- Tomas Alfredson - Lasciami entrare (Let the Right One In)
- Michael Bay - Transformers - La vendetta del caduto (Transformers: Revenge of the Fallen)
- Pete Docter e Bob Peterson - Up (Up)
- Duncan Jones - Moon (Moon)
- Sam Raimi - Drag Me to Hell (Drag Me to Hell)

## Best Foreign Movie
- Lasciami entrare (Let the Right One In)
- Dead Snow (Dead Snow)
- Eden Lake (Eden Lake)
- Martyrs (Martyrs)
- Pontypool - Zitto... o muori (Pontypool)
- Los Cronocrímenes (Los Cronocrímenes)

## Best Sequel
- Harry Potter e il principe mezzosangue (Harry Potter and the Half-Blood Prince)
- Punisher - Zona di guerra (Punisher: War Zone)
- Terminator Salvation (Terminator Salvation)
- Transformers - La vendetta del caduto (Transformers: Revenge of the Fallen)
- Underworld - La ribellione dei Lycans (Underworld: Rise of the Lycans)
- X-Men le origini - Wolverine (X-Men Origins: Wolverine)

## Best F/X
- Transformers - La vendetta del caduto (Transformers: Revenge of the Fallen)
- Drag Me to Hell (Drag Me To Hell)
- Harry Potter e il principe mezzosangue (Harry Potter and the Half-Blood Prince)
- Star Trek (Star Trek)
- Terminator Salvation (Terminator Salvation)
- Watchmen (Watchmen)

## Scream Song of the Year
- New Divide dei Linkin Park per Transformers - La vendetta del caduto
- War Zone di Rob Zombie per Punisher - Zona di guerra
- Other Father Song dei They Might Be Giants per Coraline e la porta magica
- Desolation Row dei My Chemical Romance per Watchmen
- Decode dei Paramore per Twilight
- Bad Things di Jace Everett, sigla di True Blood

## Best Villain
- Alexander Skarsgård - True Blood (True Blood)
- Eric Bana - Star Trek (Star Trek)
- Helena Bonham Carter - Harry Potter e il principe mezzosangue (Harry Potter and the Half-Blood Prince)
- Cam Gigandet - Twilight (Twilight)
- Lorna Raver - Drag Me to Hell (Drag Me to Hell)
- Liev Schreiber - X-Men le origini - Wolverine (X-Men Origins: Wolverine)

## Best Superhero
- Hugh Jackman come Wolverine in X-Men le origini - Wolverine
- Ray Stevenson come The Punisher in Punisher - Zona di guerra
- Taylor Kitsch come Gambit in X-Men le origini - Wolverine
- Jackie Earle Haley come Rorschach in Watchmen
- Billy Crudup come Doctor Manhattan in Watchmen
- Malin Åkerman come Silk Spectre in Watchmen

## Best Scream-Play
- Drag Me to Hell (Drag Me to Hell)
- Coraline e la porta magica (Coraline)
- Lasciami entrare (Let the Right One In)
- Moon (Moon)
- Star Trek (Star Trek)
- Up (Up)

## Most Memorable Mutilation
- Saw V - Lama a pendolo
- Splinter - Braccio rimosso chirurgicamente
- Watchmen - Braccia tagliate con la sega circolare
- Drag Me to Hell - Occhio nella torta
- Dead Snow - Testa fatta a pezzi dallo zombi nazista
- Lasciami entrare - Scena della piscina

## Fight-to-the-Death Scene of the Year
- Star Trek - Kirk contro Spock
- Drag Me to Hell - Incidente stradale
- X-Men le origini - Wolverine  - Logan e Victor contro Weapon XI,
- Dead Snow - Martin e Roy contro lo zombi nazista
- Transformers - La vendetta del caduto - Optimus Prime contro The Fallen
- Watchmen - Ozymandias contro il Comico

## Holy Sh!t! Scene of the Year
- Harry Potter e il principe mezzosangue - Mangia morte attacca Londra
- Lasciami entrare - Scena della piscina
- Segnali dal futuro - Incidente nella metropolitana
- Drag Me to Hell - La seduta
- Star Trek - Space Dive su Orbital Drill
- Watchmen - Distruzione di Manhattan

## Best Comic Book Movie
- Watchmen (Watchmen)
- Dragonball Evolution (Dragonball Evolution)
- Punisher - Zona di guerra (Punisher: War Zone)
- The Spirit (The Spirit)
- X-Men le origini - Wolverine (X-Men Origins: Wolverine)

## Best Comic Book Artist
- Steve McNiven - Wolverine: Old Man Logan
- Tony Harris e Jim Clark - Ex Machina
- Eric Powell - The Goon
- Frank Quitely - All Star Superman e Batman and Robin
- Ivan Reis - Green Lantern
- John Romita Jr. - The Amazing Spiderman Volume 1

## Best Comic Book
- Green Lantern
- Hack/Slash
- Kick-Ass
- Thor
- The Walking Dead
- Wolverine: Old Man Logan

## Best Comic Book Writer
- Geoff Johns
- Brian Michael Bendis
- Joe Hill
- Grant Morrison
- Mark Millar
- Brian K. Vaughan

## Altri premi
- Il Comic-Con Idol Award è stato assegnato a Stan Lee
- Il Rock Immortal Award è stato assegnato a Keith Richards
- Il Scream Mastermind Award è stato assegnato a George A. Romero
- Most Anticipated Fantasy Film a Alice in Wonderland
- Most Anticipated Science Fiction Film a Iron Man 2
- Breakout Movie of the Year a Benvenuti a Zombieland